# Affaire Cécile Bloch
Vous lisez un « article de qualité » labellisé en 2019.
 (1er octobre 2021).
Le texte peut changer fréquemment, n’est peut-être pas à jour et peut manquer de recul. 
Le titre et la description de l'acte concerné reposent sur la qualification juridique retenue lors de la rédaction de l'article et peuvent évoluer en même temps que celle-ci.
L'affaire Cécile Bloch est une affaire criminelle qui commence à Paris, en France, le 5 mai 1986. Ce jour-là, Cécile Bloch, 11 ans (née le 27 janvier 1975), est violée puis tuée, alors qu'elle quitte le domicile familial pour se rendre à l'école. La brigade criminelle du 36, quai des Orfèvres ouvre, le jour-même, une enquête de police. Les policiers déterminent les circonstances de cet homicide, élaborent et diffusent un portrait-robot du meurtrier présumé de la fillette.
Par la suite, des investigations policières approfondies démontrent l'implication de celui-ci dans d'autres agressions, viols, et meurtres, retraçant le parcours sanglant d'un criminel multirécidiviste. L'expertise de psychocriminologues est sollicitée. L'application de techniques d'identification génétique, introduites en France dans les années 1990, valide les recoupements établis par les enquêteurs avec d'autres affaires criminelles, et révèle de nouvelles pistes. La famille de la fillette, qui n'est pas informée des développements de l'instruction judiciaire, a recours au service d'une enquêtrice privée.
Pendant plus de 35 ans, le meurtrier de Cécile Bloch, surnommé « le Grêlé » par la police et les médias du fait de sa peau supposément abîmée, reste introuvable. Le 30 septembre 2021, une identification ADN permet à la brigade criminelle de Paris de confondre François Vérove, un ancien gendarme et policier français de 59 ans. Celui-ci s'est suicidé la veille dans un logement du Grau-du-Roi, près de Montpellier, laissant derrière lui une lettre d'aveux dans laquelle il reconnaît plusieurs crimes.

## Contexte

### Famille Bloch

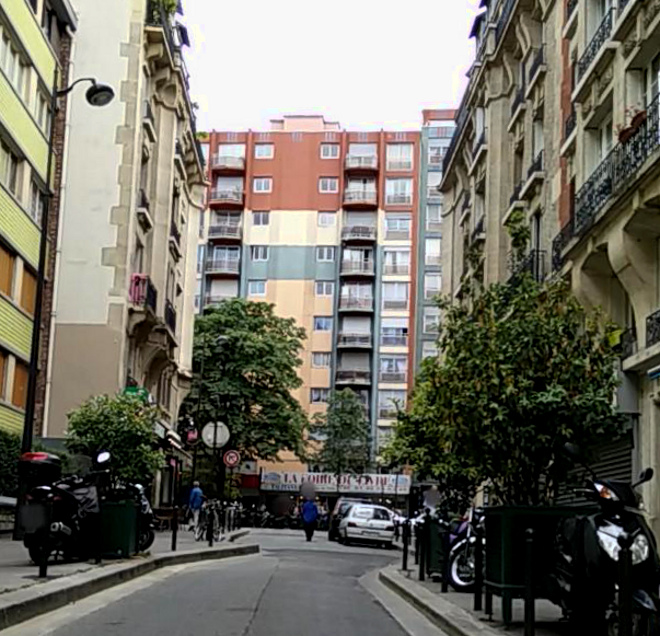
Façade d'un immeuble de la cité Fontainebleau au 116 rue Petit, vue de la rue Eugène-Jumin.

Jean-Pierre Bloch (2 juillet 1947, Cahors - 11 septembre 2011) et son épouse Suzanne, inspecteurs à la Sécurité sociale, habitent la cité Fontainebleau dans le 19e arrondissement de Paris, au 3e étage d'un immeuble du 116 rue Petit. En mai 1986, leur fille Cécile est âgée de 11 ans. Elle a un demi-frère, Luc Richard-Bloch, âgé de 24 ans, chercheur en biologie moléculaire, à l'université de Jussieu. Chaque matin, en semaine, les parents de Cécile, puis Luc, quittent l'appartement familial avant Cécile qui se rend vers 8 h 45, à pied, au collège Georges Rouault. À l'heure du déjeuner, l'écolière prend son repas seule chez elle, et ne manque jamais de réviser ses leçons de violon,,. Membre d'un orchestre de jeunes Alfred Loewenguth et distinguée par un prix d'excellence au concours international Léopold Bellan, la collégienne prépare son entrée au conservatoire de musique,,. Afin de lui permettre de développer ses aptitudes musicales, ses parents envisagent de lui faire intégrer une classe à horaires aménagés du collège Octave Gréard, situé rue du Général-Foy, dans le 8e arrondissement de Paris.

## Fait divers

### Déroulement du crime
Le lundi 5 mai 1986, peu après midi, Suzanne Bloch téléphone à sa fille pour s'assurer que, comme d'habitude, elle est bien rentrée déjeuner au domicile familial. Mais personne ne décroche,. Un appel téléphonique au collège, rue du Noyer-Durand, lui apprend que Cécile n'est pas venue en classe. Suzanne avertit immédiatement Jean-Pierre, son époux. Arrivé à la cité Fontainebleau, le couple trouve l'appartement vide et constate l'absence du cartable de sa fille. Il refait le trajet d'environ un kilomètre que parcourt Cécile chaque matin jusqu'à son école. Les commerçants interrogés sur le chemin ne le rassurent pas ; aucun n'a vu Cécile ce matin,. Sans attendre l'arrivée de la police, le gardien du 116 rue Petit, alerté par les parents dès leur retour, commence à chercher Cécile dans les parties communes de l'immeuble. Il est environ 14 h,,. Vers 15 h, au 3e sous-sol de la résidence, dans un local technique sans éclairage, servant de débarras pour les agents d'entretien et employés de la résidence, le gardien découvre, dissimulé sous un morceau de vieille moquette, le corps sans vie de la fillette,,.

### Premières constatations de la police

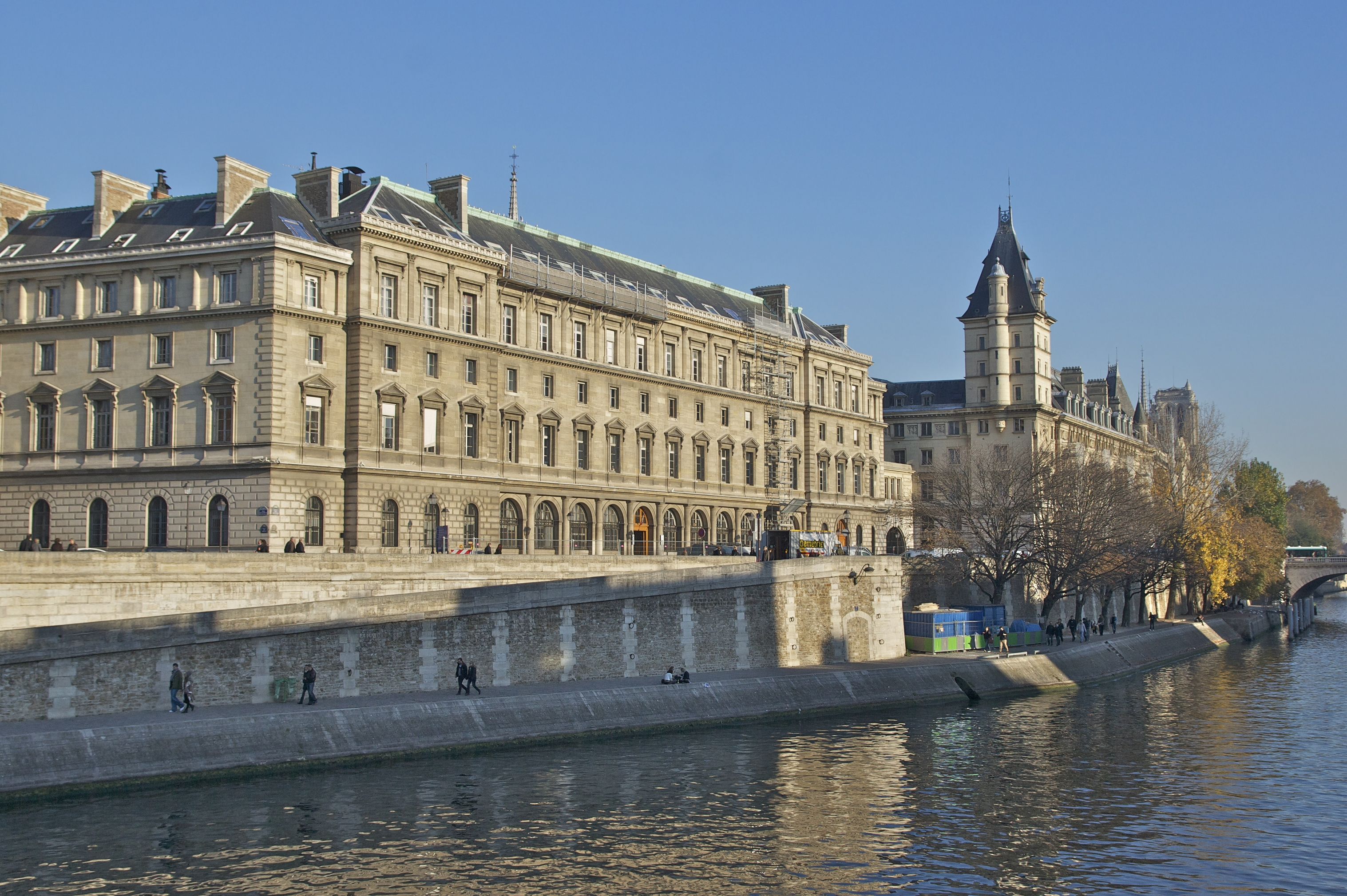
Le 36, quai des Orfèvres, siège de la brigade criminelle jusqu'en 2017.

Un appel au commissariat du 19e arrondissement déclenche l'intervention de la brigade criminelle du 36, quai des Orfèvres (« la BC ») sur demande du parquet,,. Une fois sur place, les techniciens du service de l'identité judiciaire et les enquêteurs de la « Crim' » rejoignent le procureur de la République et des agents de la police judiciaire locale déjà présents sur le lieu du drame,. L'examen de la scène de crime révèle que Cécile Bloch a été maîtrisée violemment, poignardée à hauteur de la poitrine, puis étranglée. Le cadavre partiellement dénudé de la collégienne et le sperme recueilli sur celui-ci laissent penser aux agents de police qu'elle a aussi été violée. Aucune empreinte digitale n'a été décelée sur la victime ni sur son cartable ; aucune arme blanche n'a été trouvée,,.

## Début de l'enquête de police

### Dans l'immeuble du 116 rue Petit
Les enquêteurs hésitent à inspecter le domicile de parents bouleversés par la mort de leur fille. Se souvenant des critiques que les gendarmes avaient essuyées, au début de l'affaire Grégory, pour ne pas avoir fouillé le chalet des époux Villemin, effondrés par l'assassinat de leur enfant, ils se résolvent à effectuer une perquisition,. Dans l'appartement de la famille Bloch, les enquêteurs ne constatent aucun désordre suspect, ni traces de lutte ni signes d'effraction,. En revanche, l'inspection du bâtiment met en lumière un véritable guet-apens : le système interphone, réparé trois jours plus tôt, est de nouveau hors d'usage, la porte d'accès au 3e sous-sol a été bloquée entrouverte depuis au moins la veille, la lumière du palier de l'étage de l'appartement des Bloch ne fonctionne plus, et l'un des deux ascenseurs a été mis hors-service,,. Interrogés, les Bloch et quelques habitants de l'immeuble se souviennent avoir vu, le matin même, un homme dans l'ascenseur ou dans le hall d'entrée,. L'inconnu, dont plusieurs témoins entendus par la police ont remarqué la peau rugueuse du bas du visage, aurait été présent dans l'immeuble entre 7 h 30 et 9 h 15,. Pour les policiers, l'« homme de l'ascenseur » devient un suspect, sinon le suspect,.

### Dans le voisinage
Des inspecteurs de police et des agents de la police en tenue fouillent tous les coins et recoins de la cité Fontainebleau qui comprend 850 logements ; ils cherchent notamment l'arme du crime que le meurtrier aurait pu abandonner dans les parages. Au cours de l'enquête de voisinage, ils interrogent les habitants et les commerçants du quartier, ils repèrent les moyens de transports proches de la résidence, et visitent les squats des environs,.

### Dans les locaux de la police judiciaire

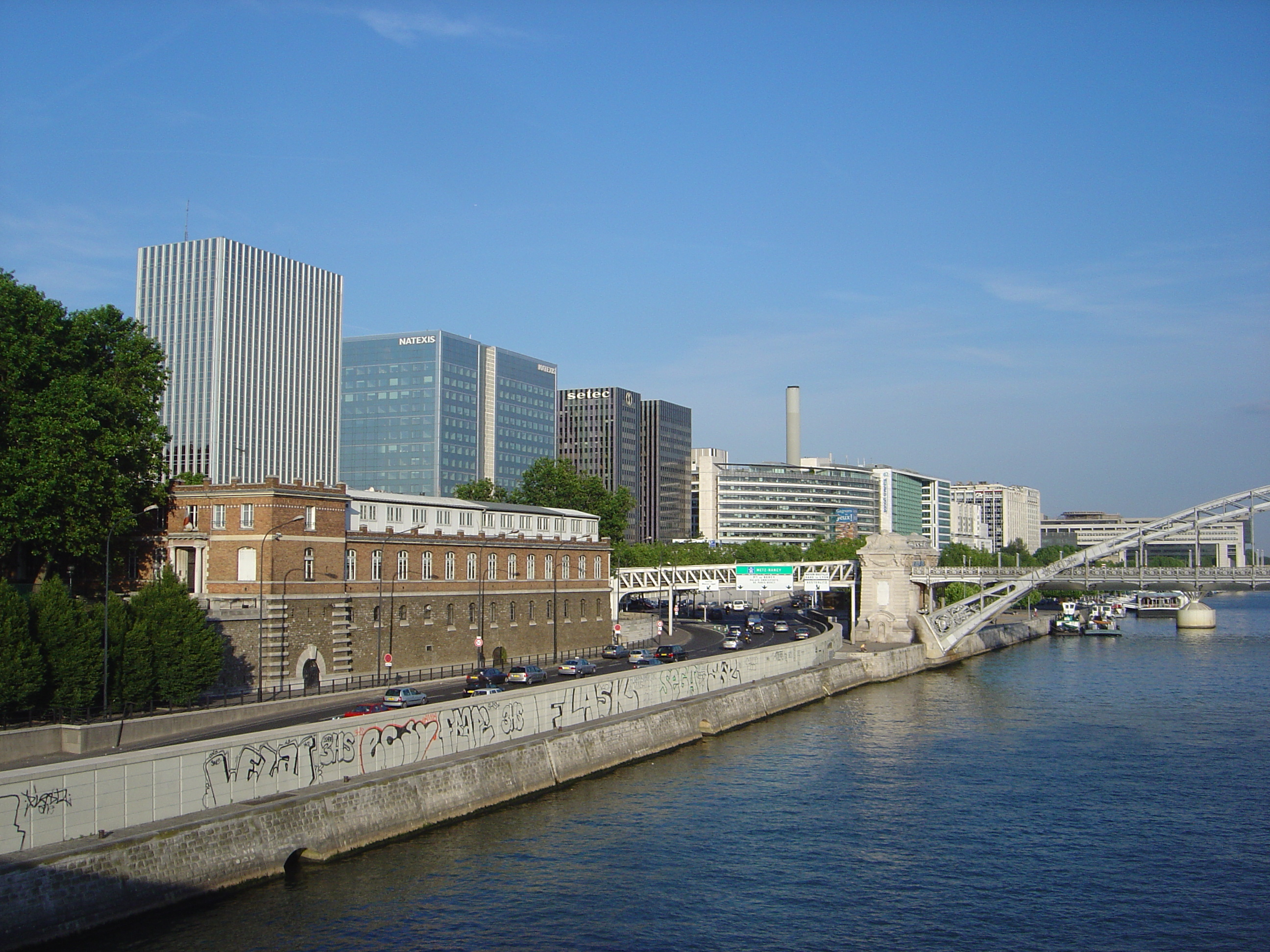
L'institut médico-légal de Paris, bâtiment en briques rouges au-dessus du quai de la Rapée.

En fin d'après-midi, l'institut médico-légal de Paris, situé place Mazas, à proximité du quai de la Rapée, reçoit le corps de Cécile Bloch,. Les parents, convoqués pour procéder à l'identification du corps, découvrent le visage violenté de leur fille.
Les résultats de l'autopsie, transmis le lendemain à la brigade criminelle chargée du dossier, confirment les constatations des enquêteurs : la mort de l'enfant par strangulation à l'aide d'une cordelette, son viol, et le coup de couteau non mortel porté au niveau du thorax,. Le sperme prélevé sur le lieu du meurtre permet d'établir le groupe sanguin du suspect,. Durant les jours suivants, les témoins convoqués au service régional de l'identité judiciaire de Paris, quai de l'Horloge, notamment les parents et le frère de Cécile qui ont pris l'ascenseur avec le tueur juste avant que celui-ci ne s'en prenne à la fillette, participent à l'élaboration d'un portrait-robot de l'« homme de l'ascenseur » ; le visage du jeune adulte (25-30 ans) de type européen qui apparaît ne correspond à aucun criminel connu de la police,. Celle-ci fait circuler le signalement dans le voisinage, le diffuse dans tous les commissariats et antennes de police, puis, pendant quelques jours, dans la presse,,. Le trait saillant de la description du tueur présumé étant sa peau granuleuse par endroits, un surnom émerge parmi les policiers et s'impose dans les médias : « l'homme au visage grêlé », ou, plus succinctement : « le Grêlé »,,,. L'enquête se poursuit ; des arrestations et des vérifications sont effectuées,.

## Recherche du meurtrier de Cécile Bloch
Les premiers éléments de l'enquête de police judiciaire déterminent les inspecteurs du 36, quai des Orfèvres à considérer que Cécile Bloch a été tuée par une seule personne : celle désormais surnommée « le Grêlé ». L'élaboration du modus operandi du meurtrier suggère aux enquêteurs le profil d'un criminel qui n'en est probablement pas à son coup d'essai,.

### Antécédents criminels

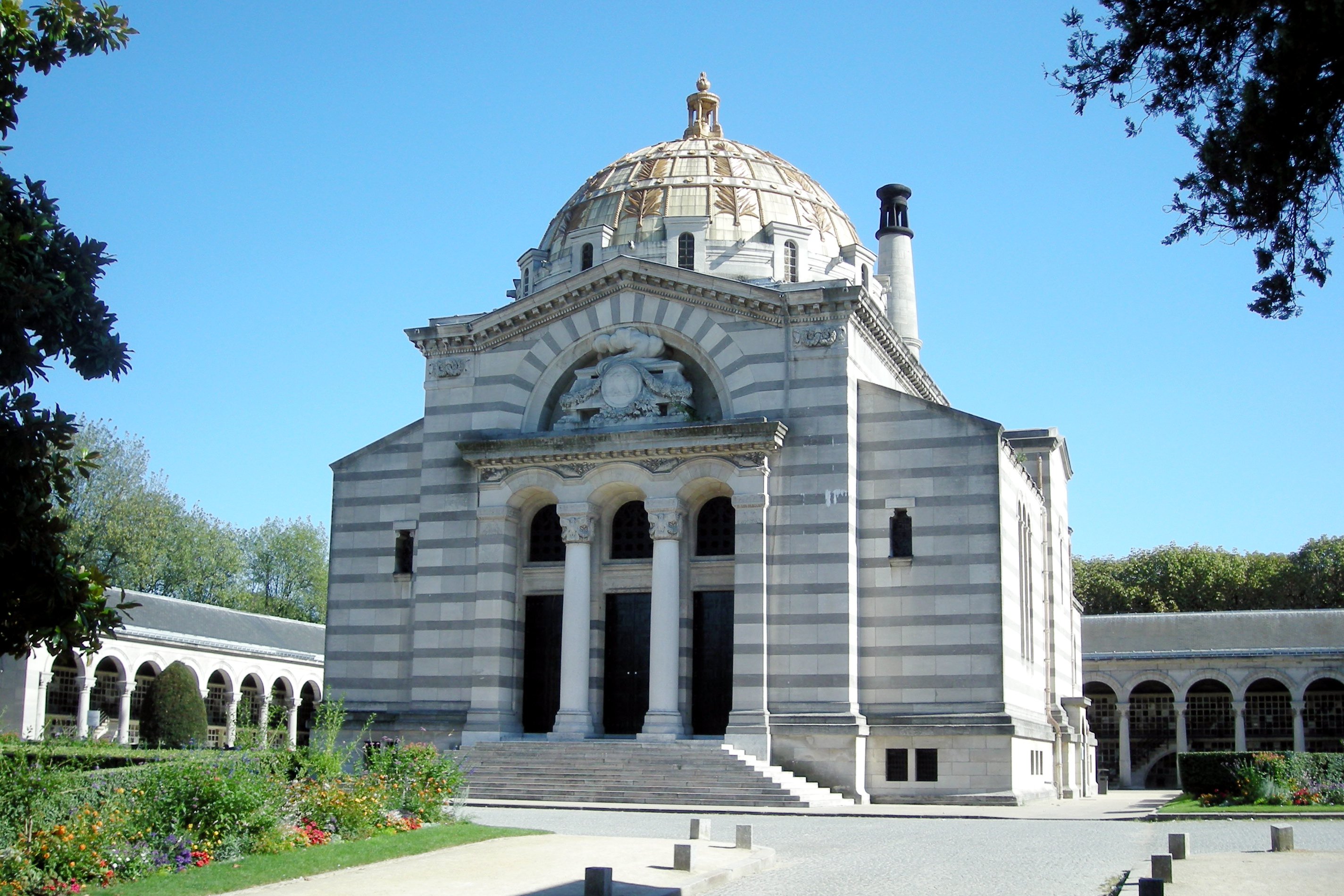
Crématorium-columbarium du cimetière du Père-Lachaise (de Paris).

Alors que les parents Bloch s'apprêtent à faire incinérer le corps de leur fille au crématorium du cimetière du Père-Lachaise, l'enquête s'organise. Sous la direction de l'inspecteur divisionnaire Bernard Pasqualini, auréolé du titre de « tombeur du gang des postiches » acquis quelques mois plus tôt, les six fonctionnaires de police, inspecteurs du bureau 302 de la « Crim' », épluchent les piles d'avis de recherche et écument les archives policières. Ils cherchent tous les suspects dont la description pourrait correspondre à celle du « Grêlé », et les affaires criminelles, anciennes ou en cours, présentant un mode opératoire similaire à celui mis en œuvre par ce tueur,, sont toutes vérifiées. Parmi tous les documents examinés, ceux rapportant une série d'agressions dans le 13e arrondissement de Paris retiennent leur attention ; les victimes décrivent un homme de type européen à la peau du visage irrégulière,. Un cas en particulier frappe les enquêteurs, celui d'une agression sexuelle survenue place de Vénétie, un lundi matin, le 7 avril 1986. Ce jour-là, un individu surprend une fillette de 8 ans dans un ascenseur d'immeuble, l'entraîne dans un couloir du 4e sous-sol, la viole, l'étrangle, puis s'enfuit, laissant l'enfant pour morte,,. Plus tard, la description de son violeur fournie aux policiers par la fillette, qui a survécu à son calvaire, permet de reconstituer l'attaque qu'elle a subie et l'analyse des traces biologiques relevées sur la scène du crime ne laisse aucun doute aux enquêteurs : il s'agit du « Grêlé »,.

### Récidives
Les semaines passent. À la fin du mois de mai, les Bloch, qui avaient, quelques années plus tôt, fui Aulnay-sous-Bois, commune du département de la Seine-Saint-Denis, pour mettre leur fille à l'abri d'« une certaine insécurité », quittent leur appartement parisien et s'installent dans le Lot (région Midi-Pyrénées). À Paris, la diffusion du portrait-robot du « Grêlé » auprès de la population reste infructueuse. Dans le 19e comme dans le 13e arrondissement, de nombreux jeunes hommes sont arrêtés puis conduits dans les locaux de la police pour vérification d'alibi. Un homme, possible suspect, détenu pour viol d'enfant depuis juin 1986 à la maison d'arrêt de Bois-d'Arcy, dans les Yvelines, est reconnu formellement par un locataire du 116 rue Petit, lors d'une procédure de parade d'identification. Des inspecteurs du bureau 302 de la « BC », le conduisent immédiatement cité Fontainebleau. Sur place, l'individu révèle sa bonne connaissance du quartier, notamment du 116 rue Petit. Placé en garde à vue, il est soumis à un interrogatoire au cours duquel il avoue être l'auteur du meurtre de Cécile Bloch qu'il identifie sur photo. Mais son groupe sanguin, différent de celui associé au « Grêlé », le met rapidement hors de cause,.
L'équipe policière chargée de l'affaire étudie aussi tout nouveau signalement d'agression d'enfant commise dans la capitale ou en proche banlieue. Les informations qu'elle a déjà accumulées sur « l'homme au visage grêlé » lui font craindre le pire : il peut récidiver à tout moment. Fin octobre 1987, elle est informée par la brigade de protection des mineurs, située au 12 quai de Gesvres à Paris, d'un viol perpétré dans le 14e. Le 27 octobre 1987, rue Boulitte, un homme aborde une adolescente âgée de 14 ans au moment où elle entre dans un ascenseur. Se faisant passer pour un policier, il l'accompagne jusqu'à son domicile afin d'effectuer un contrôle d'identité. Là, il la menace d'une arme à feu, l'immobilise à l'aide de liens, puis la viole sans la tuer. Avant de prendre la fuite, il fouille l'appartement et vole des objets,. Bien que le mode opératoire appliqué lors de ce viol ne soit pas l'exacte réplique de celui du meurtre de Cécile, les enquêteurs présentent le portrait-robot du « Grêlé » à la victime. Elle identifie son agresseur, mais indique aux policiers que la peau du visage de celui-ci est lisse,,.
À la fin de l'année 1987, une dizaine de crimes sont imputés au « Grêlé » par les inspecteurs de la « Crim' », sur la base de son signalement et de son mode opératoire,. Deux de ses victimes sont des femmes, l'une de 26 ans et l'autre de 34 ans,.

### Clôture du dossier
En janvier 1989, alors que l'enquête piétine, la mère de Cécile meurt dans un accident de la route,. Quatre ans plus tard, le juge d'instruction chargé de l'affaire clôture l'information judiciaire et le parquet prononce un non-lieu pour cause de non-identification de l'auteur du meurtre de Cécile Bloch et absence de nouvelles pistes,,. À la brigade criminelle de Paris, cependant, les policiers maintiennent le dossier ouvert.

## Analyses génétiques et rapprochement avec d'autres affaires
En Angleterre, au cours de l'année 1986, un criminel nommé Colin Pitchfork est identifié, pour la première fois au monde, grâce à une technique d'identification génétique mise au point un an plus tôt par le généticien britannique Alec Jeffreys,. En France, l'analyse génétique, qui peut porter sur des fluides corporels, comme la salive, ou des tissus biologiques, comme des fragments de peau ou de poils, commence à intégrer l'arsenal technique de la police judiciaire au début des années 1990,. Pour encadrer son usage, le législateur français promulgue le 29 juillet 1994 une « loi bioéthique » relative au respect du corps humain,.

### Réouverture du dossier
Le 26 avril 1996, la « Crim' » obtient l'ouverture d'une nouvelle information judiciaire, légitimée, selon le parquet de Paris, par les éléments nouveaux que pourrait apporter une expertise ADN à réaliser sur les pièces à conviction conservées dans le cadre de l'enquête. Dans le courant de la même année, elle appréhende un homme dont le scénario du crime présente des similitudes avec le meurtre de Cécile Bloch. Mais l'identification biométrique par profilage génétique innocente le nouveau suspect. Cependant, fin 1996, les résultats d'analyses génétiques effectuées, par des experts judiciaires en identification du centre hospitalier universitaire de Nantes, sur les éléments matériels extraits des différentes scènes de crime et conservés sous scellés judiciaires, confirment les recoupements établis en 1987 et permettent d'en fonder de nouveaux, mais ne permettent pas d'identifier l'auteur du meurtre de Cécile,,.

### Affaire de séquestration et de viol à Saclay en 1994
Durant l'été 1994, la gendarmerie nationale enquête sur une affaire d'enlèvement suivi d'un viol. La victime, Ingrid, une enfant âgée de 11 ans, est kidnappée à Mitry-Mory (dans le département de Seine-et-Marne) puis, à bord d'un véhicule blanc de la marque Volvo ou Nissan, conduite à Saclay (département de l'Essonne) par son ravisseur qui prétend être un policier,. Un suspect, propriétaire d'une Volvo, est arrêté en octobre 1994, alors qu'il tente de kidnapper deux filles, à Conches-sur-Gondoire (Seine-et-Marne). L'année suivante, une expertise génétique réalisée par un laboratoire de l'Institut national de police scientifique le disculpe. Début 1997, l'empreinte génétique du violeur issue de celle-ci est mise en correspondance avec celle du « Grêlé » établie un an plus tôt,,. Entre-temps, Ingrid, qui ne reconnaît pas, sur photo, l'homme arrêté à Conches-sur-Gondoire, en octobre 1994, identifie son agresseur en découvrant un portrait-robot du « Grêlé », dans une collection d'images que les enquêteurs lui présentent.
Le parcours de centaines d'agresseurs sexuels connus de la police est étudié. Les profils et alibis de milliers d'hommes d'Île-de-France, détenus en prison ou séjournant en hôpital psychiatrique, marginaux, agents de sécurité ou propriétaires d'une Volvo ou d'une Nissan blanche sont examinés. Mais les investigations policières restent vaines. La police s'interroge : qu'a fait le meurtrier de Cécile entre 1987 et 1994 ? Était-il en prison ? Ses recherches dans les archives des cours d'assises françaises ne donnent aucun résultat. En janvier 1998, l'affaire Cécile Bloch recouvre officiellement quatre viols dont un suivi d'un homicide,.

### Double homicide dans le Marais en 1987
À partir d’avril 1987, une équipe de la « BC » est mobilisée sur une affaire de double homicide. Le 29 avril 1987, au 7, rue Sainte-Croix-de-la-Bretonnerie, l'adresse exacte du théâtre du Point-Virgule dans le Marais (4e arrondissement de Paris), sont découverts les corps sans vie d'une jeune femme au pair de 20 ans, venue d'Allemagne, et de son employeur, un mécanicien au sol d'Air France âgé de 38 ans,. Dans une chambre, le locataire de l'appartement est ligoté, sur le ventre, nu, bras et jambes liés dans le dos ; des incisions sanglantes au niveau du cou et des brûlures de cigarette montrent qu'il a été torturé. Dans une autre pièce, la jeune femme, dénudée, est ficelée et bâillonnée, les bras en croix attachés au montant d'un lit superposable, comme crucifiée,. Une expertise médico-légale démontre que les deux victimes sont mortes par strangulation, et que, quelques heures avant sa mort, la morte a eu un rapport sexuel consenti avec un individu du groupe sanguin A,,,. L'enquête de police établit que le meurtrier est un familier de la jeune Allemande, vraisemblablement son amant. Les alibis de tous les partenaires masculins de la jeune femme, répertoriés dans son agenda, sont vérifiés, sauf un. En effet, dans le carnet, un nom, « Élie Lauringe », se révèle être faux, et l'adresse qui l'accompagne : 13, rue Rubens (13e arrondissement de Paris), ne correspond pas à un lieu d'habitation,,. En 1992, faute de pistes nouvelles, et l'auteur du double meurtre restant non identifié, l'affaire se solde par un non-lieu. Des années plus tard, alors que le IIe millénaire s'achève, la juge d'instruction, la cinquième qui dirige l'enquête sur le meurtre de Cécile Bloch, ordonne que le profil génétique du « Grêlé » soit comparé à ceux détenus dans tous les laboratoires de la police scientifique,. Début 2001, l'affaire criminelle rebondit : parmi les pièces à conviction associées au double homicide du Marais, une empreinte ADN, extraite d'un mégot et d'un prélèvement de sperme, est reconnue correspondre à celle du « Grêlé »,. Incidemment, la preuve biologique permet d'innocenter avec certitude les personnes suspectées et interrogées quatorze ans plus tôt.

## Analyses comportementales

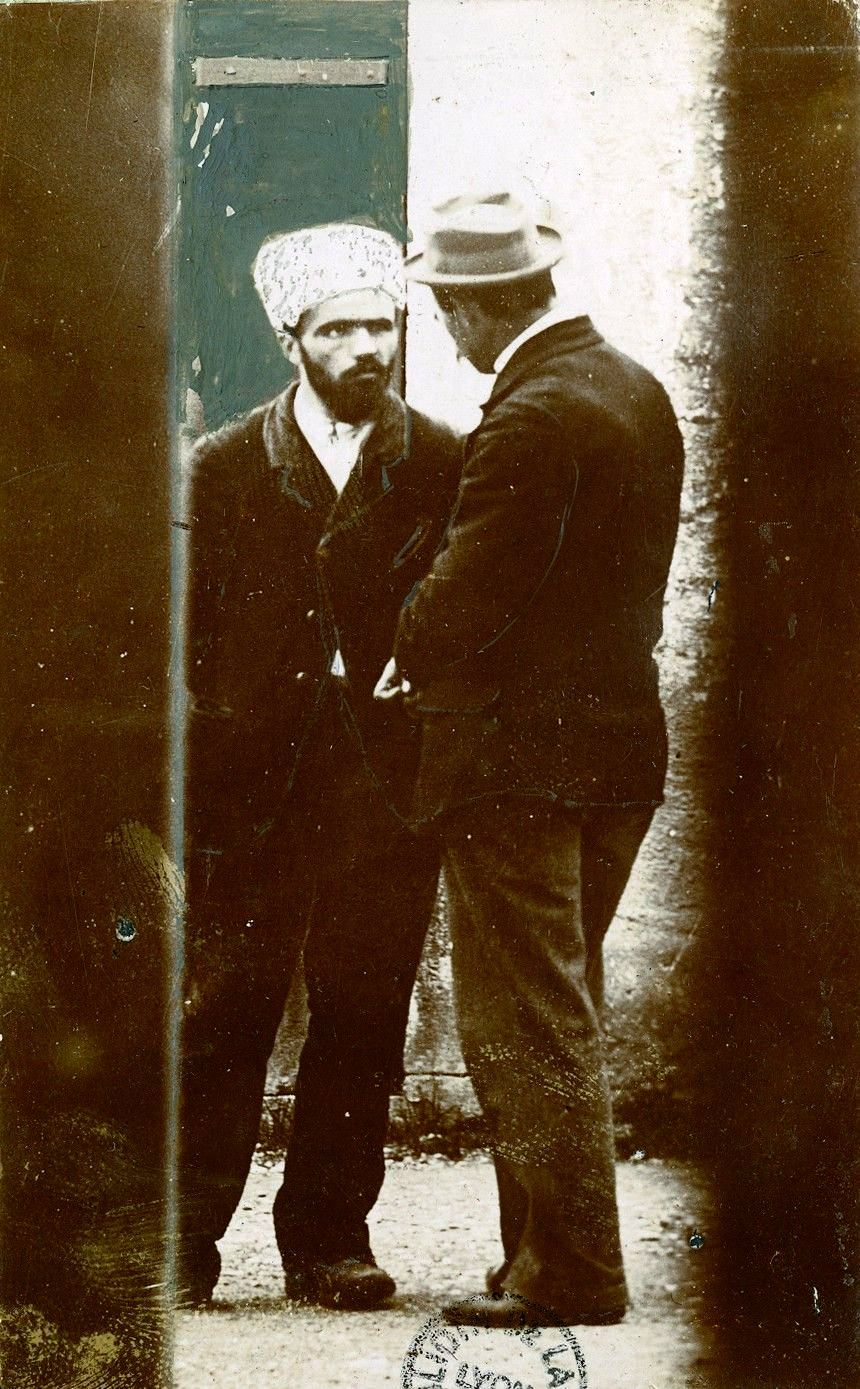
Joseph Vacher conversant avec le juge d'instruction Émile Fourquet (bibliothèque de la ville de Lyon, 1897).

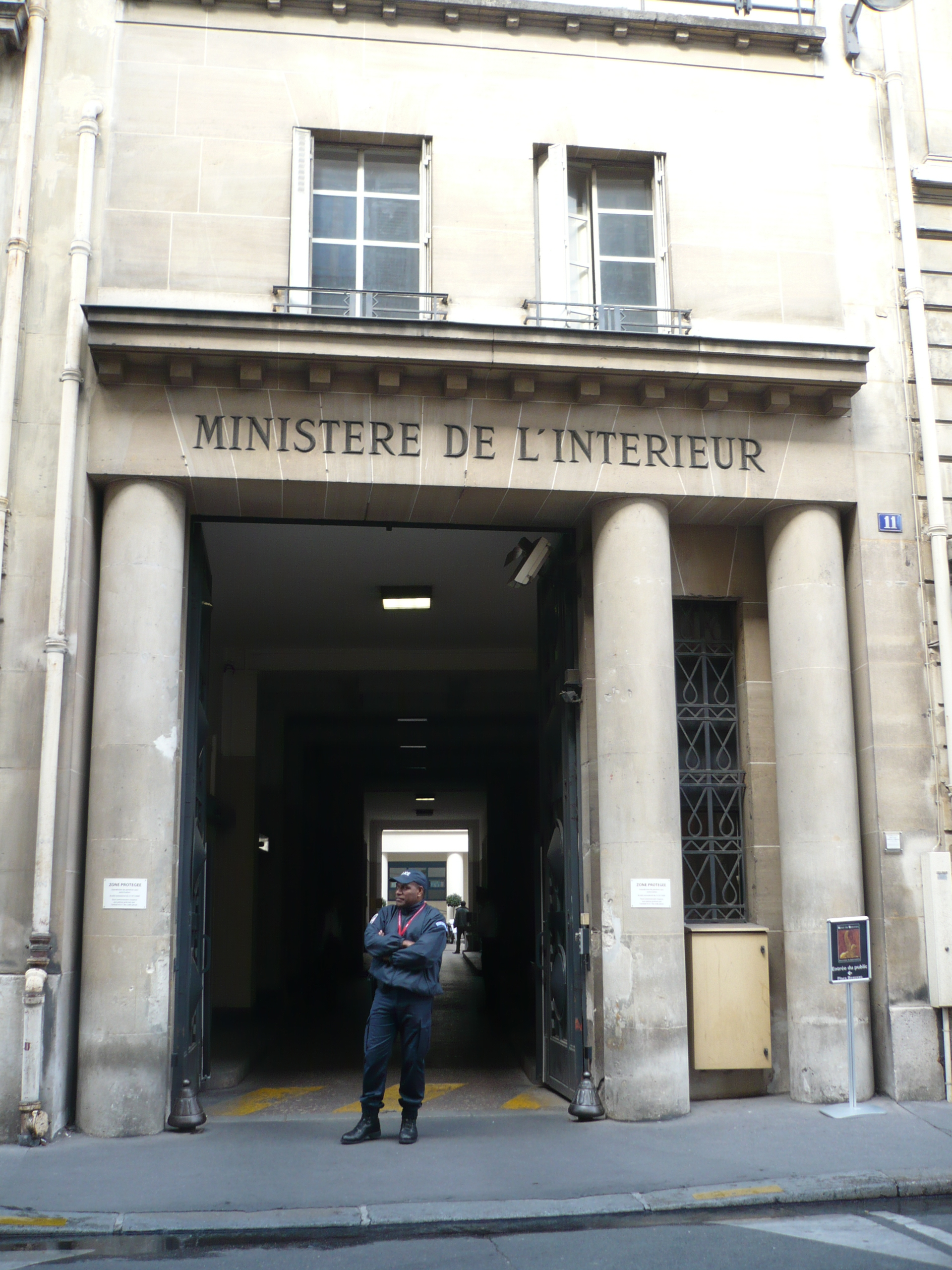
Entrée de la DCPJ, au 11 de la rue des Saussaies (Paris, 8e).

À la fin du XIXe siècle, en Ardèche, un vagabond est arrêté pour « outrage aux bonnes mœurs ». Par la suite, d'après un profil dressé grâce aux recoupements méthodiques d'informations extraites de plusieurs dossiers criminels, quelques mois auparavant, par le juge d'instruction Émile Fourquet, l'homme, Joseph Vacher, est identifié comme suspect plausible d'une série de meurtres commis dans plusieurs départements français,. L'analyse comportementale, ou « profilage criminel », n'est cependant véritablement formalisée que dans les années 1950, lorsqu'un psychiatre de New York établit, en fonction de sa compétence professionnelle et de données statistiques, le portrait possible du « Mad Bomber », un poseur de bombes qui sévit dans la ville la plus peuplée des États-Unis depuis 1940,,. Elle est développée ensuite, aux États-Unis par le FBI,. En France, la police nationale commence à recourir aux services de psychologues ou d'experts psychiatres vers la fin des années 1990. Le premier poste de psychocriminologue est créé en 1998, au sein de la direction centrale de la Police judiciaire (DCPJ),.

### Des «profileurs» professionnels à la rescousse
En 1998, le psychologue Pierre Leclair devient premier analyste criminel officiel de la police judiciaire,. Il collabore notamment avec le SRPJ de Montpellier à l'élucidation des meurtres de la gare de Perpignan. Au 36, quai des Orfèvres, cependant, il perd la confiance des enquêteurs. Au cours de l'année 2001, il est écarté de l'affaire Cécile Bloch et remplacé par une consœur : Frédérique Balland,,. Celle-ci tente d'élaborer de nouvelles pistes de recherche en examinant toutes les pièces du dossier à l'aide du logiciel d'analyse criminelle ANACRIM, mais sans succès,. Leur exploration conduit à des impasses,. En outre, la cinquième juge d'instruction chargée de l'affaire fait appel au service d'une experte psychologue privée auprès de la cour d'appel de Paris : Michèle Agrapart-Delmas, qui remet, courant 2002, un rapport détaillant le profil psychocriminologique du « Grêlé »,,.

### Enquêtes privées
De son côté, le père de Cécile Bloch multiplie les démarches auprès des instances policières et judiciaires pour obtenir les pièces du dossier concernant le meurtre de sa fille. Jusqu'en 2000, les juges d'instruction successivement saisis de l'affaire refusent de tenir informée la famille Bloch,. Elle n'apprend, par exemple, que début 1997 la réouverture de l'affaire, ordonnée officiellement en avril 1996. Désespéré, Jean-Pierre Bloch ouvre le site internet www.cecilebloch.com dans les pages duquel il déverse la rancœur qu'il entretient à l'égard des personnes chargées d'instruire l'affaire,,, et sollicite l'aide d'une pédopsychothérapeute belge rencontrée à Paris en 2001 lors d'une « marche blanche » organisée pour dénoncer les dysfonctionnements institutionnels de la lutte contre la pédophilie,. Carine Hutsebaut, formée aux techniques de profilage du FBI et connue dans son pays pour avoir fourni aux médias un profil saisissant de précision du meurtrier pédophile Marc Dutroux un an avant l'arrestation de celui-ci en août 1996, reprend l'enquête à titre bénévole et privé et promet de trouver l'auteur du seul meurtre d'enfant resté non élucidé dans la capitale française,,. Le dossier d'instruction que lui a transmis Jean-Pierre Bloch en main propre, elle réexamine les pistes empruntées par les enquêteurs institutionnels. Dans des coupures de presse des années 1980, elle identifie des similitudes entre le portrait-robot du meurtrier de Cécile Bloch et celui d'un tueur d'enfants, surnommé le « monstre d'Annemasse » et auteur, notamment, d'une agression sexuelle planifiée d'une fillette de 12 ans, fin 1985, dans le sous-sol d'un immeuble d'Annemasse, en Haute-Savoie,. Elle abandonne cependant rapidement cette piste. En effet, contactés par téléphone, des journalistes du quotidien régional Le Dauphiné libéré lui apprennent que le prédateur sexuel d'Annemasse, un étudiant âgé de 24 ans, a été arrêté en mars 1991 et condamné, deux ans plus tard, à une peine de réclusion criminelle à perpétuité assortie d'une période de sûreté de 30 ans,,. En 2004, elle affirme avoir localisé un individu correspondant au profil du « Grêlé » qu'elle a élaboré. Elle parvient même à convaincre les autorités judiciaires d'effectuer une comparaison ADN dont le résultat, tombé au mois de mai, se révèle négatif,. Son intervention ne produit finalement qu'un documentaire et un livre : Il rôde encore parmi nous. Dans cet ouvrage, publié en 2004 et coécrit avec Serge Garde, spécialiste des faits divers au quotidien L'Humanité, la profileuse belge retrace sa traque de l'« homme au visage grêlé »,.
Vers la fin des années 2000, en marge d'une enquête portant sur la disparition d'une enfant, le criminologue et détective privé Roger-Marc Moreau expose aux médias les conclusions auxquelles il est parvenu au terme d'une contre-enquête qu'il a menée pendant plusieurs mois sur l'affaire Cécile Bloch. Il prétend, sur la base d'un examen d'éléments extraits de dossiers liés à l'affaire, avoir élucidé l'origine du nom, « Élie Lauringe », de l'amant, resté non identifié, de la jeune femme au pair de nationalité allemande assassinée en 1987 dans le quartier du Marais. Selon lui, le « Grêlé » pourrait être un fonctionnaire de police ou un agent d'un service de renseignement, une hypothèse envisagée aussi par la police,,. En 2015, l'écrivain Stéphane Bourgoin, présenté dans les médias comme un « spécialiste des tueurs en série », confie au quotidien breton Le Télégramme qu'« il pense l'avoir identifié », tout en précisant que quelques années lui seront nécessaires pour vérifier ses informations.

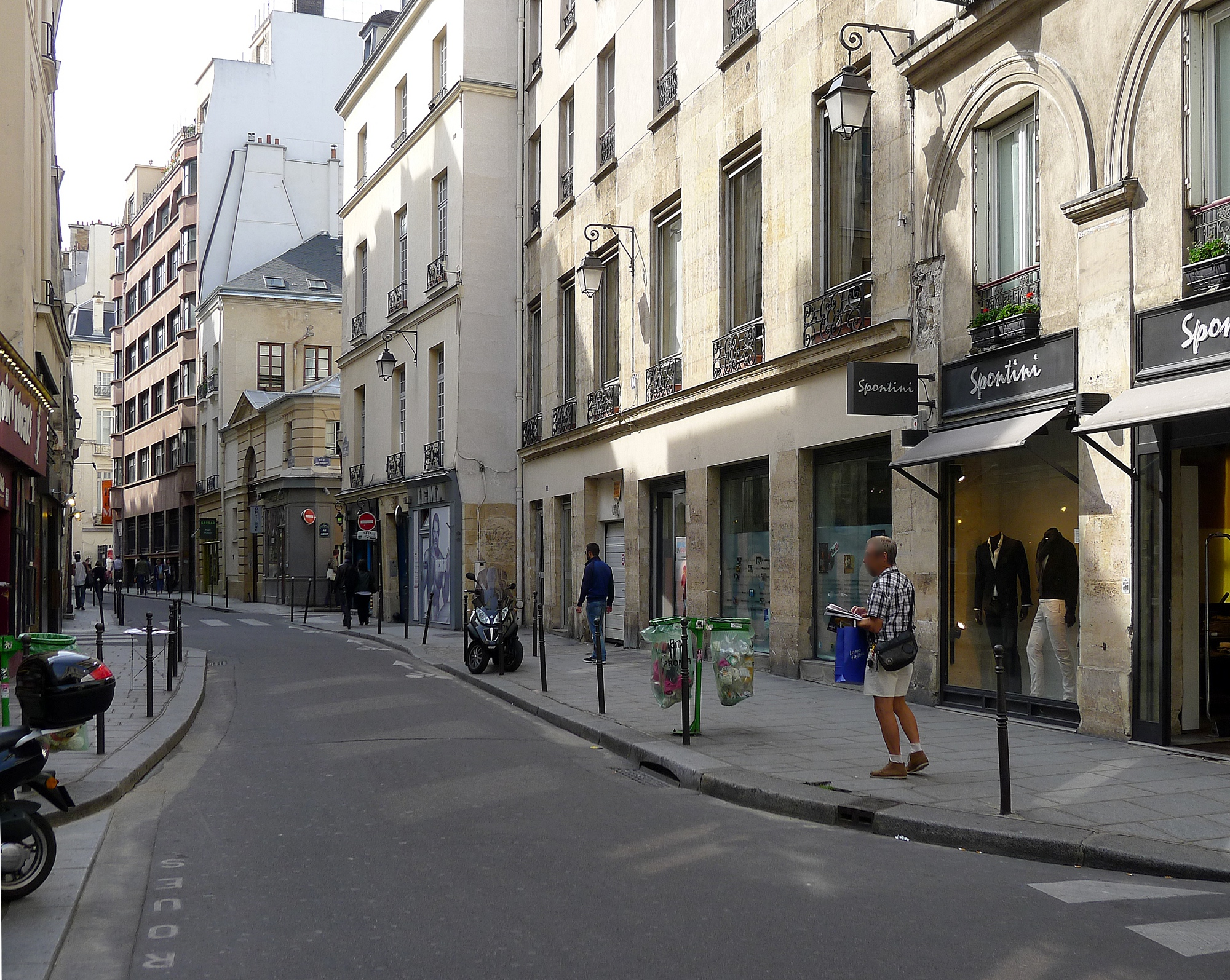
Rue Sainte-Croix-de-la-Bretonnerie au niveau de la rue des Guillemites (à droite), lieu du double homicide.

Des témoignages recueillis à Paris par Carine Hutsebaut, évoquent un homme qui, se faisant passer pour un policier, essaie, fin 1987, d'entrer en relation avec des adolescentes. Le détective privé Roger-Marc Moreau reprend en vain les spéculations de la psychothérapeute belge. Début 2018, toutefois, un nouveau témoignage le conduit sur les traces d'un ancien professeur de la Sorbonne, expatrié en Ukraine, durant l'année 1995,,. L'homme se présente sur le web en « Oblomov », titre d'un roman de l'écrivain russe Ivan Gontcharov, dont le personnage principal s'appelle Élie,. De plus, le nom « Gontcharov », écrit en cyrillique, semblant se lire « Lourage », le détective Moreau fait le rapprochement entre le nom « Élie Lourage » et « Élie Lauringe », celui apparu, en 1987, au cours de l'enquête sur le double meurtre du Marais. Fin 2018, après des vérifications policières, la Brigade criminelle du 36, quai des Orfèvres referme la piste « Oblomov », envisagée par Carine Hutsebaut et Roger-Marc Moreau,.

## Poursuite de l'enquête officielle

### Exploitation du FNAEG

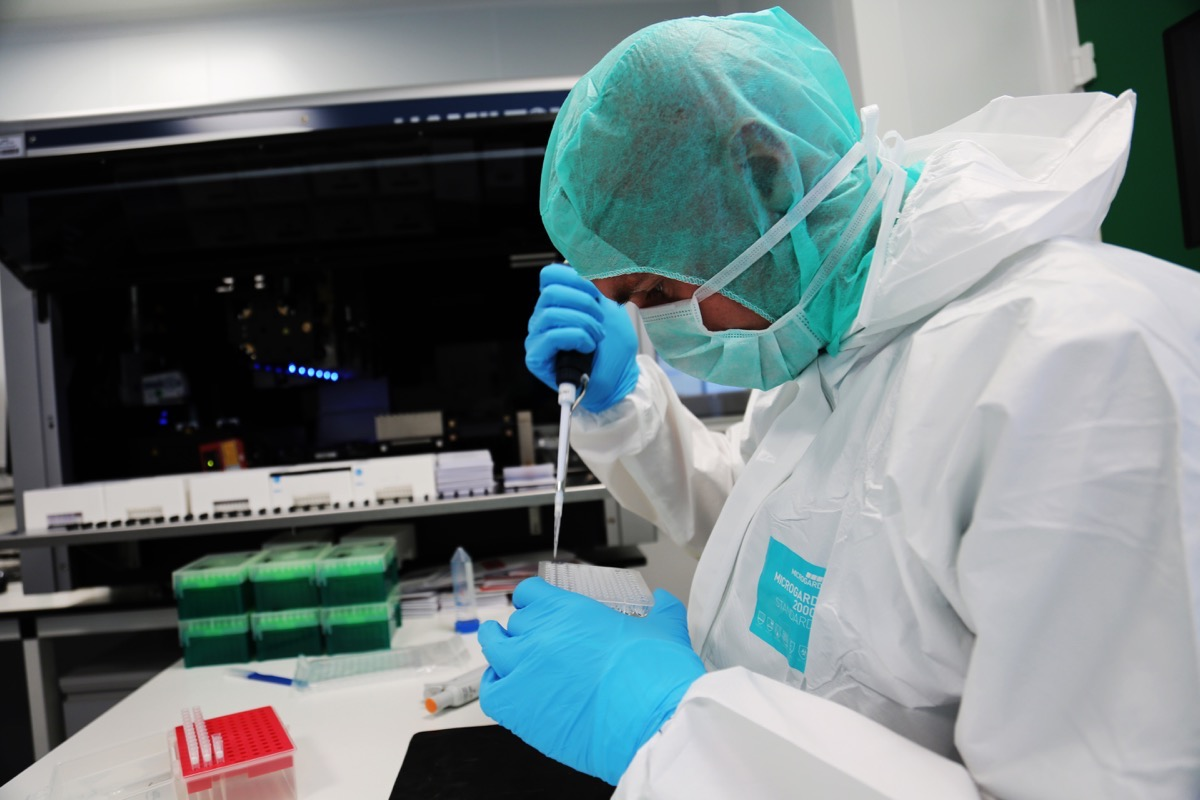
Technicien effectuant des analyses biologiques à l'IRCGN (2016).

En 1998, tirant les leçons de l'insuffisance des moyens de renseignement criminel mis à la disposition des enquêteurs au cours de la traque du « tueur de l'Est parisien »,, le législateur français introduit dans le code de procédure pénale une série d'articles dont l'un officialise la création d'une base de données ADN : le fichier national automatisé des empreintes génétiques (FNAEG). Cette année-là, celui-ci centralise 4 000 profils de délinquants sexuels condamnés ou présumés,,. En 2005, l'exploitation de ses 32 000 fiches d'identification de criminels ne permet pas d'associer un nom à l'« homme au visage grêlé ». De même, la vaste opération de vérifications, ordonnée par le huitième juge instructeur de l'affaire Cécile Bloch et ciblant pas moins de 135 suspects potentiels sélectionnés à partir d'une liste de 250 individus dont le profil criminel est susceptible de correspondre à celui du « Grêlé », ne donne aucun résultat décisif,.
Vingt-cinq ans après la mort de Cécile Bloch, son assassin demeure insaisissable. En septembre 2011, le père de la fillette meurt, miné par le chagrin et sans connaître le vrai visage du meurtrier de sa fille,. Durant la même période, une nouvelle technique d'identification génétique, mise au point quelques mois plus tôt à l'Institut de recherche criminelle de la Gendarmerie nationale, est utilisée avec succès dans l'affaire Kulik, du nom d'une jeune femme violée et assassinée, en janvier 2002, dans le département de la Somme,. Cette méthode, appelée « recherche par parentèle », consiste à identifier un parent d'un individu en mettant en évidence des correspondances partielles d'ADN,.
En juin 2012, l'expertise génétique « par parentèle », autorisée par le ministère de la Justice et effectuée dans le cadre de l'affaire Cécile Bloch, s'appuie sur les 2,2 millions de références accumulées dans le FNAEG, mais ne donne rien. Aucun membre de la famille du « Grêlé » n'est enregistré dans le FNAEG comme auteur ou suspect de crimes ou de délits,.

### Deux nouvelles pistes
En 2002, la DCPJ fait installer dans l'un de ses services, l'Office central de la répression de la violence faite aux personnes (OCRVP), un nouveau logiciel d'analyse criminelle et comportementale : le Système d'analyse des liens de la violence associée aux crimes (SALVAC). La vocation de cet outil informatique est de faire apparaître des liens entre plusieurs affaires criminelles à partir d'éléments techniques issus d'une base de données intégrée, alimentée par la police et la gendarmerie nationales,. En 2012, Corinne Herrmann, avocate spécialiste des affaires non résolues, accepte d'examiner une affaire criminelle dont l'instruction est close depuis 8 ans,. En juillet 1994, une lycéenne de 19 ans, Karine Leroy, est retrouvée morte étranglée dans un bois de Montceaux-lès-Meaux, un mois après avoir été enlevée à Meaux en Seine-et-Marne. L'analyse d'éléments du dossier, réalisée courant 2014, à l'aide du SALVAC, révèle des similitudes avec des caractéristiques de crimes du « Grêlé », notamment la forme des marques de strangulation dans le cas du meurtre de Cécile, la méthode d'étranglement dans celui du double homicide du Marais, et la proximité géographique des lieux de rapt d'Ingrid et Karine,. Après avoir été focalisée en vain sur le parcours meurtrier du tueur en série français Michel Fourniret, l'enquête sur l'assassinat de la lycéenne est relancée mais, en 2016, aucun recoupement par analyse génétique n'a pu être établi entre les deux affaires,.
En 2015, le SALVAC, dans lequel plus de 14 000 dossiers criminels ont été enregistrés depuis 2003, relie à l'affaire Bloch un nouveau crime, classé sans suite, fin 1991,. En 1991, rue Manin, dans le 19e arrondissement de Paris, Sophie, une jeune agente immobilière, est violée et tuée par un inconnu, au cours d'une visite d'appartement. Bien que du sperme ait été prélevé sur la scène du crime, aucune identification génétique n'a été possible, l'échantillon stocké à l'institut médico-légal de Paris ayant été égaré. L'assassinat de Sophie révèle aux enquêteurs que le « Grêlé » n'est probablement pas resté inactif entre 1987 et 1994.
Fin 2017, le dossier judiciaire de l'affaire Cécile Bloch, instruit par un neuvième juge, recouvre trois meurtres et six viols, autant d'actes criminels imputés au « tueur au visage grêlé ». Parmi ces crimes, six sont avérés grâce à des expertises ADN,. La brigade criminelle de Paris poursuit son enquête sur sa plus vieille affaire criminelle en cours,. Elle procède ponctuellement à de nouvelles arrestations et vérifications. À partir de 2016, la juriste Corinne Herrmann, qui enquête déjà sur la disparition d'Estelle Mouzin, suit le dossier pour le compte de la famille Bloch,,. Début 2020, l'imputation de l'assassinat de Sophie au « Grêlé » n'étant pas pour la justice établie de manière certaine, ce nouveau dossier n'est pas intégré à celui de l'affaire Bloch. Il est cependant suivi par la même section d'enquête de la BC et la même juge d'instruction.

## Résolution

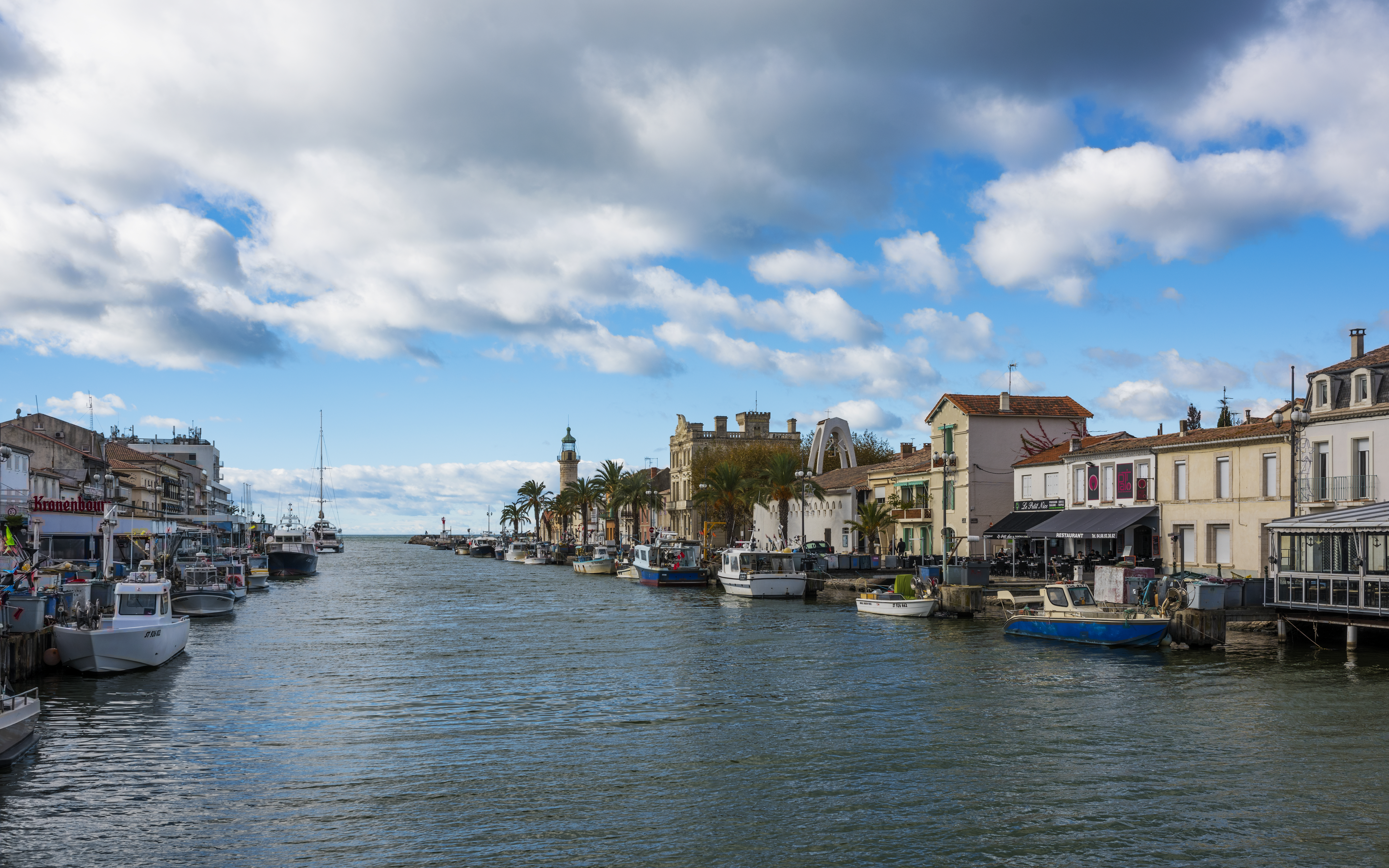
La commune du Grau-du-Roi, dans le département du Gard, où s'est suicidé François Vérove le 29 septembre 2021.

Dans le courant de l'année 2021, à l'initiative de la juge d'instruction Nathalie Turquey, la brigade criminelle de Paris décide de convoquer près de 750 anciens gendarmes susceptibles d'avoir opéré en région parisienne à l'époque des faits. Le but des enquêteurs est de prélever l'ADN des suspects dans l'espoir que le tueur puisse se trouver parmi eux. Le criminel avait en effet présenté à plusieurs reprises une carte tricolore à ses victimes, ce qui avait déjà suggéré aux enquêteurs qu'il ait pu faire partie des forces de l'ordre.
Le 29 septembre 2021, François Vérove, un ex-gendarme et policier âgé de 59 ans, se donne la mort dans une maison du Grau-du-Roi près de Montpellier en ingérant des barbituriques. L'individu se trouvait sur la liste des gendarmes devant être entendus par la police judiciaire mais avait disparu depuis plusieurs jours, attirant la suspicion des enquêteurs. À côté du corps est retrouvée une lettre dans laquelle il reconnaît avoir commis plusieurs crimes et admet implicitement être « l'homme au visage grêlé », recherché depuis plus de 35 ans,,. Le 30 septembre, les résultats d'une expertise ADN effectuée post mortem confirment que François Vérove et le « Grêlé » ne sont qu'une seule et même personne.
L'action publique contre François Vérove est éteinte après son suicide. Il reste donc juridiquement innocent malgré ses aveux écrits[réf. nécessaire].
L'identification et ses aveux ne marquent toutefois pas la fin de l'enquête officielle. Les enquêteurs doivent encore retracer le parcours du criminel afin de tenter d'élucider les circonstances exactes des meurtres et de faire le lien avec d'autres affaires non élucidées.